# Kumun Mudik
Kumun Mudik is een bestuurslaag in het regentschap Sungai Penuh van de provincie Jambi, Indonesië. Kumun Mudik telt 1227 inwoners (volkstelling 2010).